# Benifaió
Benifaió è un comune spagnolo situato nella comunità autonoma Valenciana. Esso appartiene alla comarca di Ribera Alta, in provincia di Valencia e ha 11 830 abitanti (INE 2013).